# Senat Petersen
| Senat Petersen ernannt am 15. Mai 1945         | Senat Petersen ernannt am 15. Mai 1945               | Senat Petersen ernannt am 15. Mai 1945 |
| ---------------------------------------------- | ---------------------------------------------------- | -------------------------------------- |
| Bürgermeister                                  | Rudolf Petersen                                      | CDU (ab Juni 1946)                     |
| Stellvertreter des Bürgermeisters              | Adolph Schönfelder                                   | SPD                                    |
| Rechtsamt                                      | Oscar Toepffer (28. Juni bis 14. November 1945)      | parteilos                              |
| Rechtsamt                                      | Rudolf Petersen                                      |                                        |
| Kämmerei                                       | Bernhard Velthuysen (bis 26. Juli 1945)              |                                        |
| Kämmerei                                       | Hermann Willink (3. August 1945 bis 4. Februar 1946) | parteilos                              |
| Kämmerei                                       | Walter Dudek (ab 19. Februar 1946)                   | SPD                                    |
| Gesundheitsverwaltung und Landesjugendamt      | Heinrich Eisenbarth (bis 9. November 1945)           | SPD                                    |
| Gesundheitsverwaltung und Landesjugendamt      | Friedrich Dettmann                                   | KPD                                    |
| Sozialverwaltung                               | Oskar Martini (bis 31. Oktober 1945)                 |                                        |
| Sozialverwaltung                               | Paul Nevermann (ab 6. November 1945)                 | SPD                                    |
| Verwaltung für Handel, Schiffahrt* und Gewerbe | Hans E. B. Kruse (bis 27. November 1945)             | CDU                                    |
| Verwaltung für Handel, Schiffahrt* und Gewerbe | Max Ketels (ab 4. Dezember 1945)                     | CDU                                    |
| Schulverwaltung und Amt für Leibesübungen      | Heinrich Landahl                                     | SPD                                    |
| Kulturverwaltung                               | Hans-Harder Biermann-Ratjen (bis 27. November 1945)  |                                        |
| Kulturverwaltung                               | Ascan Klée Gobert (ab 4. Januar 1946)                | CDU                                    |
| Landesernährungsamt und Landeswirtschaftsamt   | Otto Borgner                                         | SPD                                    |
| Bauverwaltung                                  | Max Leuteritz (bis 23. Februar 1946)                 | SPD                                    |
| Bauverwaltung                                  | Gerd Bucerius (ab 26. Februar 1946)                  | CDU (ab Juni 1946)                     |
| Verkehrsamt                                    | Christian Koch (30. November 1945 bis 8. April 1946) | FDP                                    |
| Amt für Wiedergutmachung und Flüchtlingshilfe  | Franz Heitgres (ab 13. November 1945)                | KPD                                    |

* Da es sich um eine historische Bezeichnung handelt, wurde die alte Schreibweise von Schiffahrt beibehalten.